# Ngụy Như Huyên
Ngụy Như Huyên là một nữ ca sĩ, nhạc sĩ, radio DJ người Đài Loan. Cô từng là ca sĩ hát chính của nhóm nhạc Natural Q đến năm 2006 vì cổ họng không được tốt nên rời nhóm. Đến năm 2007 gia nhập hãng thu âm Tiền vệ hoa viên, năm 2008 gia nhập TEAM EAR MUSIC đến 2016 ký hợp đồng với Forgood Music và duy trì đến nay. Cô cũng từng làm DJ tại i-radio, hiện tại là DJ tại HitFM với tên Oh夜DJ, đồng thời là đồng sở hữu của nhà hàng-cafe Forgood Cafe. Với phong cách âm nhạc độc đáo và đa dạng, cô đã được 5 lần đề cử Nữ ca sĩ xuất sắc nhất tại Kim Khúc Golden Melody Awards- một giải thưởng âm nhạc danh giá hàng đầu Hoa Ngữ và đã giành được giải thưởng Nữ ca sĩ xuất sắc nhất tại Kim Khúc 31 với album "Giấu Đi Không Đồng Nghĩa Với Lãng Quên".

## Tiểu sử
Ngụy Như Huyên là con gái ông Ngụy Hoài Lương, còn có biệt hiệu là "lão phu tử" - từng là người đứng đầu Trúc Liên Bang, em gái cô là Ngụy Như Vân cũng là một ca sĩ hoạt động ở Đài Loan. Do cha mẹ ly hôn từ nhỏ, hai chị em được ông bà nuôi dưỡng, lớn lên ở Hoa Liên. Khi còn học tiểu học, có một thời gian cô chuyển đến Đài Bắc học trường Taipei Municipal Jieshou Junior High School nhưng sau đó lại chuyển về Hoa Liên. Đến khi trưởng thành, cô gặp lại mẹ nhưng một thời gian sau đó bà qua đời vì bệnh.
Cô và nhạc sĩ Kỳ Ca nhờ một dịp phối âm cho ca sĩ khác mà quen biết, sau đó hai người thành lập ban nhạc Xoăn Tự Nhiên - Natural Q. Trong đó, Ngụy Như Huyên đảm nhiệm hát chính còn Kỳ Ca đảm nhiệm hầu hết các việc còn lại như: sáng tác, phối khí, chế tác,.. Các ca khúc của họ chủ yếu nói về cuộc sống, những điều giản dị, tự nhiên trong sinh hoạt hằng ngày. Các ca khúc của Natural Q hầu hết do Kỳ Ca sáng tác, đến album thứ 2, Ngụy Như Huyên mới tham gia viết một vài bài.
Tháng 3 năm 2003, ban nhạc phát hành single đầu tay mang tên 《Natural Q》, sau đó, thông qua A Good Day Records 2003 họ phát hành Album đầu tay《C'est La Vie》trong đó, các ca khúc 〈Only my dream〉, 〈Đôi nam nữ ngồi ở đầu ngõ〉 và 〈Natural Q〉lầnn lượt trở thành ca khúc quảng cáo của [Lungmei Curtain Inc], Aulait 「Chocolate-shot」và kẹo mềm Hi- chew của Morinaga. Không chỉ vậy, họ còn nhận được đề cử của Singapore Golden Melody Awards, 16th Golden Melody Awards, với sự ủng hộ đó, họ tiếp tục phát hành 2 Album  《C'est La Vie Vol.2 vòng lớn bao vòng nhỏ》、《Gió và ngày đẹp trời》.
Năm 2006, sau khi phát hành Album thứ 2 không lâu, cổ họng Ngụy Như Huyên gặp vấn đề nghiêm trọng, cô đến Hongkong nghỉ ngơi một thời gian, đồng thời vẫn thường xuyên về Đài Loan hát các ca khúc quảng cáo và duy trì cuộc sống cũ. Việc Ngụy Như Huyên vì cổ họng không khỏe đành phải rời [Natural Q] làm không ít người hâm mộ tỏ ra tiếc nuối.
Năm 2007, Ngụy Như Huyên bắt đầu lại sự nghiệp âm nhạc với những vai trò mới. Cùng năm đó, cô phát hành Album đầu tay 《La Dolce Vita Cuộc sống ngọt ngào》,nhận được nhiều đánh giá tích cực từ công chúng và giới chuyên môn đồng thời mở ra một chương mới trong sự nghiệp âm nhạc của riêng cô.
Năm 2008, cô tham gia diễn xuất trong phim điện ảnh về đề tài đồng tính nữ [Candy rain], tại đây cô cùng Trần Kiến Kỳ, hợp tác cho ra Single [Bong bóng], đây cũng là một trong những ca khúc nhạc phim của [Candy rain]. Năm 2013 cô tham gia vở nhạc kịch [Turn left turn right] với vai trò nữ chính cùng với Evan Yo Thái Mân Hựu.
Năm 2010, cô phát hành Album thứ 2 [Sự tao nhã của nhím].
Năm 2011, phát hành Album thứ 3 [Trường hợp không được khóc/ No cry], với album này cô nhận được giải thưởng [Nữ ca sĩ xuất sắc nhất] của Chinese Music Media Awards và nhận được 4 đề cử của 23rd Golden Melody Awards.
Năm 2014, phát hành album thứ 4 [Ta vẫn tin vào tình yêu đấy, lũ khốn] nhận được đề cử [Nữ ca sĩ xuất sắc nhất] và đoạt giải [MV xuất sắc nhất] tại 26th Golden Melody Awards.
Năm 2015, phát hành cuốn sách đầu tay mang tên [Ngôn hoa], chứa đựng những phác họa, cách nhìn chân thật nhất của cô về cuộc sống.
Năm 2016, phát hành Album thứ 5 [Run! Frantic flower] nhận được 4 đề cử tại 28th Golden Melody Awards.
Từ 2004 đến 2006, Ngụy Như Huyên bắt đầu đảm nhận vai trò DJ cho [Wave P.S.] của i - radio. 2007, là DJ cho tiết mục [i-Happy]. Năm 2011 cô rời i - radio, đảm nhận vai trò mới 「OH夜DJ」(9 PM - 11 PM, thứ 2 - thứ 6) tại HitFM đến nay.
2018, tham gia công diễn vở nhạc kịch [Turn left turn right] vai Li Khai Tiểu Thư L, làm khách mời trong bộ phim truyền hình [On children] và có kế hoạch sẽ phát hành Album mới vào cuối năm.

## Tóm tắt quá trình hoạt động âm nhạc
1999 - 2003, chủ yếu hát hòa âm, nhạc quảng cáo
2003 - 2005, cùng Kỳ Ca thành lập ban nhạc Natural Q, đảm nhiệm hát chính, ra 2 Album, nhận được 2 đề cử ở 16th Golden Melody Awards (Album xuất sắc & ban nhạc xuất sắc nhất), 1 đề cử ở 17th Golden Melody Awards (Ban nhạc xuất nhất)
2006, cổ họng cô gặp vấn đề nghiêm trọng, rời khỏi Natural Q, sang Hongkong nghỉ ngơi
2007 - nay, hoạt động với tư cách ca sĩ nhạc sĩ độc lập, cho ra 7 Album, 4 EP cùng rất nhiều Single, nhận được nhiều giải thưởng cũng như nhiều đề cử tại các giải thưởng khác nhau.

## Đối tác âm nhạc
Trần Kiến Kỳ Là một nhạc sĩ, nhà sản xuất âm nhạc hàng đầu Đài loan, có thể nói Trần Kiến Kỳ là người thúc đẩy bản năng âm nhạc trong Ngụy Như Huyên được bộc phát, đồng thời đạt đến một tấm cao mới, đóng 1 vai trò quan trọng trên con đường âm nhạc của cô. Trần Kiến Kỳ cũng là người đồng sở hữu nhà hàng cafe Forgood cafe và là người quản lý 2 công ty Forgood Music và Sony Music Taiwan mà Ngụy Như Huyên đang trực thuộc.
Lovely Baby Dưới sự dẫn dắt của Trần Kiến Kỳ, Ngụy Như Huyên cùng một số nhạc công thành lập nên ban nhạc Love Baby
| Thành viên       | Biệt danh       | Vai trò  | Ghi chú                                                                                            |
| Hàn Lập Khang    | A Khang, A Kang | Guitar   | Nhạc công guitar của Coconuts, chơi nhạc cô Từ Giai Oánh, Lâm Hựu Gia,..                           |
| Trương Hán Trung | A Kê, A Ji      | keyboard | Thành viên A true love story/十九兩樂團, chơi phong cầm, nhạc công của Từ Giai Oánh, Vạn Phương,.. |
| Lại Thánh Văn    | Peter           | Trống    | Tay trống của Coconuts， Nhạc công của Từ Giai Oánh, Trần San Ni,..                                |
| Kha Tuân Dục     | Jack            | Bass     | |
|                  | Từ Bì           | Guitar   | Chơi guitar cho The Dead Future                                                                    |

| Thành viên trước đây | Biệt danh | Vai trò | Ghi chú                                                          |
| Hoàng Thiếu Ung      | Tiểu Ung  | Bass    | Thành lập thương hiệu âm nhạc điện tử, từ bỏ công việc nhạc công |

## Sản phẩm âm nhạc

### Album
| Tên album                                   | Thơi gian phát hành |
| 《La Dolce Vita cuộc sống ngọt ngào》       | 08/ 11/ 2007        |
| 《 Sự tao nhã của nhím 》                   | 25/ 07/ 2010        |
| 《 Trường hợp không được khóc/No cry》      | 10/ 11/ 2011        |
| 《 Ta vẫn tin vào tình yêu đấy lũ khốn》    | 09/ 05/ 2014        |
| 《 Run! Frantic flower》                    | 11/ 11/ 2016        |
| 《 Giấu Đi Không Đồng Nghĩa Với Lãng Quên》 | 20/11/2019          |
| 《 Have A Nice Day》                        | 23/06/2021          |

### Single & EP
| Tên                                       | Thời gian phát hành | Chú thích |
| 《The practice of life song》（EP）       | 31/ 10/ 2007        | Gôm 5 ca khúc：La la la la（Demo), Cùng nhau đi du lịch（Demo）,Một góc nào đó của thế giới đang lụi tàn（Demo） và 2 ca khúc trong album 《Cher Mon Amoureux 》 của Mondialito: Sous Les Branches、En Chantant |
| 《Bong bóng》（EP）                       | 11/ 07/ 2011        | Gồm 4 ca khúc： Đợi đợi đợi, Tôi đang muốn hát một khúc ca, Bong bóng, Mua của bạn một chút muộn phiền |
| 《Cây bút của cha tôi》（Single）         | 27/ 05/ 2010        | Ca khúc：Cây bút của cha tôi, vốn được đưa vào album 《Sự tao nhã của nhím》 nhưng vì giới hạn số lượng ca khúc nên được phát hành thành single 2014 trở thành nhạc chủ đề phim 《My Geeky Nerdy Buddies》      |
| 《Ở nơi đâu》（EP）                       | 23/ 01/ 2011        | Gồm 5 ca khúc： Shangri - La、Dưới nhà tôi、Cửa、If、 Nào |
| 《Đảo hoang không có thứ 6》（EP）        | 10/ 10/ 2012        | Gồm 3 ca khúc： Hoang đảo không có thứ 6、Bản tình ca bị hỏng、Je t'aime,moi non plus |
| 《Chức hoa》（Single）                    | 01/ 10/ 2013        | Ca khúc： Chức hoa（Ca khúc kỉ niệm concert [ Wan an wan an] 2012） |
| 《買你清爽der》（Ca khúc quảng cáo）      | 2017                | Ca khúc：買你清爽der cải biên từ ca khúc 買你/ buy you/ Mua của bạn một chút muộn phiền |
| 《Wednesday or Happy hump day》（single） | 2017                | Ca khúc：Wednesday or Happy hump day（song ca cùng Mã Địch，Ca khúc thực hiện cho concert Run! Frantic Flower, Tiểu Cự Đản）                                                                                    |
| 《Don't cry Don't cry》(Single)           | 2018                | Ca khúc：Don't cry Don't cry, nhạc chủ đề phim truyền hình [On children/ Con bạn không phải là con của bạn] |
| 《friDay siêu triển khai》（Single）      | 2018                | Ca khúc：friDay siêu triển khái（song ca cùng J.Sheon，Ca khúc tuyên truyền của friDay ） |

### Live Album
| Tên                                                                   | Phát hành    | Ghi chú                                                 |
| 《2010 Ngụy Như Huyên《 Sự tao nhã của nhím》 live concert Hongkong》 | 10/ 11/ 2011 | Phát hành kèm theo Album《 Trường hợp không được khóc》 |
| 《Concert Wan an wan an》（2CD+2DVD）                                 | 11/ 10/ 2012 | Lần đầu tổ chức concert tại TICC                        |

### Compilation albums
| Tên                                                          | Phát hành   | Ghi chú                                        |
| 《2007 Hit FM Future Maker Ký sự》                           | 17/11/ 2006 | Ca khúc： Shangri - La                         |
| 《2008 Simple Life đĩa kỷ niệm nguyên tác đặc điểm âm nhạc》 | 10/12/ 2008 | Ca khúc: Bong bóng                             |
| 《Tín tâm địa đồ》                                           | 26/06/ 2009 | Ca khúc：Có Người rồi                          |
| 《黑市音樂合輯 2011》                                        | 15/07/ 2011 | Ca khúc： Cởi sạch/脱光光（Sleep Version）     |
| 《女也 Herstory with Mayday》                                | 26/06/ 2015 | Ca khúc： Ái tình vạn tuế（cover Mayday）      |
| 《Nhật ký tình yêu》                                         | 05/08/ 2016 | Ca khúc： Thuật lại（ Song ca cùng Easy Shen） |

### Soundtrack
| Tên                                                              | Phát hành    | Ghi chú |
| 《Candy rain Soundtrack》                                        | 15/ 08/ 2008 | Ca khúc： Bong bóng |
| 《Album phối âm nhạc kịch Turnt turn right》                     | 19/ 09/ 2008 | Ca khúc：Dù sao chúng ta đều từng yêu chẳng ai nợ ai (May mắn)、Love in Bohemima、Bị mưa xuyên thấu、Chầm chậm - những điều không thể quên đều ở bên trái、Thành phố kỳ dị、Những ngôi sao rơi |
| 《 Nhạc phim điện ảnh LOVE 》                                    | 10/ 02/ 2012 | Ca khúc：Phi điểu、Chúng ta |
| 《2012 nhạc phối âm nhạc kịch《 tàu điện ngầm》》                | 11/ 07/ 2012 | Ca khúc：（Trước khi mất đi ánh sáng）tôi muốn nhớ 47 điều、Cuộc đời vẫn là một nguyệt đài như vậy                                                                                             |
| 《2013 nhạc phối âm nhạc kịch《turn left turn right》 chọn lọc》 | 23/ 04/ 2013 | Ca khúc：tất cả các ca khúc |
| 《EP nhạc kịch-turn left turn right / chầm chậm》                | 12/ 03/ 2014 | Ca khúc：Chầm chậm（bên trái ver）、chầm chậm（gặp gỡ ver，song ca cùng Thái Mân Hựu） |
| 《Yoko Single kịch nói》                                         | 09/ 10/ 2015 | Ca khúc：women there，cat here（cải biên từ [Kế hoạch của mèo đen]） |
| 《2016 single nhạc kịch《turn left turn right》》                | 2016         | Ca khúc：Bị mưa xuyên thấu（song ca cùng Vương Đại Văn） |

### Nhạc phim
| Tên                                               | Phát hành | Ghi chú                                                         |
| 《Trở về nơi tình yêu bắt đầu》（ phim điện ảnh） | 2013      | Ca khúc： Mùa tình yêu（ Ca khúc cuối phim）                    |
| 《The Powerpuff Girls》（Phim hoạt hình）         | 2016      | Ca khúc：Ai có siêu năng lực?（Ca khúc chủ đề bản tiếng Trung） |

### Sáng tác khác
| Tên nghệ sĩ/ Album                                  | Phát hành    | Ca khúc                                                                          | Sáng tác    |
| Hà Hân Tuệ《 Nhạc phim Candy rain》                 | 15/ 08/ 2008 | Nghĩ                                                                             | Lời         |
| Ngô Văn Kỳ《 Nhạc phim Candy rain》                 | 15/ 08/ 2008 | Tìm kiếm                                                                         | Lời         |
| Hà Vận Thi 《Vô danh. Thi》                         | 01/ 10/ 2010 | Alice mộng du tiên cảnh、Người sắt 、Vô danh（Đồng sáng tác với Quách Khải Hoa） | Lời         |
| Trần Kiến Kỳ 《Bí mật hoa nở》                      | 07/ 11/ 2011 | Bí mật hoa nở（do Ngụy Như Huyên thể hiện）                                      | Lời, nhạc   |
| A hunger artist《 Giá trị》                         | 15/ 07/ 2011 | Động vật giống cái                                                               | Lời         |
| Lương Hiểu Tuyết《I'll be there》                   | 24/ 10/ 2011 | In the ocean                                                                     | Nhạc hòa âm |
| Hà Vận Thi《Awakening》                             | 11/ 05/ 2012 | Mơ hồ、Từ hoa（Đồng sáng tác với Hà Tú Bình）、Chế ngự si tình                   | Lời         |
| Sơn Đông《 Tôi là Sơn Đông》                        | 26/ 09/ 2012 | Can I Be Your Baby?                                                              | Lời         |
| Lư Khải Đồng Em lặng lẽ trốn mất》                  | 16/ 11/ 2012 | Thật xuất sắc（Đồng sáng tác với Lư Khải Đồng）                                  | Lời         |
| A hunger artist《Eve。Cái chết của thượng đế》      | 30/ 11/ 2012 | Động vật giống cái、Thưởng thức                                                  | Lời         |
| Tạ Bái Ân 《What's Mine》                           | 25/ 12/ 2012 | Phim nghệ thuật                                                                  | Lời         |
| Ngoan Đồng MJ116《FRESH GAME》                      | 01/ 08/ 2014 | Man in the Mirror（Đồng sáng tác và thể hiện với Ngoan Đồng MJ116）              | Lời         |
| Hứa Như Vân《 Kỳ tích》                             | 31/10/ 2014  | Sự lạnh nhạt dịu dàng                                                            | Lời, nhạc   |
| Kha Trí Đường《Em không thực sự muốn lưu lạc》      | 28/ 08/ 2015 | Goodbye & Goodnight（Chinese ver）                                               | Lời         |
| Ngụy Như Vân《Suo wei ru yun》                      | 13/ 04/ 2016 | Căn nhà không khoa học                                                           | Lời, nhạc   |
| Các nghệ sĩ《 Phối âm nhạc kịch《 Tàu điện ngầm》》 | 14/ 01/ 2017 |                                                                                  | Lời         |
| Trần San Ni《 Chiến thần Bodea》                    | 03/ 10/ 2017 | Bu yao bu yao（Đồng sáng tác và thể hiện với Trần San Ni）                       | Lời, nhạc   |
| Nhị Kha《 Đem âm nhạc đi du lịch》                  | 11/ 10/ 2017 | Đem âm nhạc cùng đi du lịch（Đồng sáng tácRisto Asikainen、Janne Hyöty）         | Nhạc        |

### Ca khúc khác
| Tên nghệ sĩ/ album                                  | Phát hành    | Ca khúc                             | Ghi chú                                          |
| Hoàng Giới《Ngày màu xanh》                         | 30/ 06/ 2007 | 25 tuổi、 làm bạn                   | Song ca                                          |
| Chiểu Dịch và những người bạn 《Nhật ký biến hình》 | 26/ 04/ 2008 | Thời gian chảy ngược、 cửa          | Hát gốc: Chiểu Dịch band                         |
| Từ Giai Oánh《 Cực hạn》                            | 03/ 09/ 2010 | Cực hạn                             | Hòa âm                                           |
| Nice Guy, Ngụy Như Huyên《Trái tim trẻ trung》      | 07/ 01/ 2011 | Cả album                            |                                                  |
| Trần Kiến Kỳ《Bí mật hoa nở》                       | 07/ 01/ 2011 | Bí mật hoa nở                       | Sáng tác & thể hiện                              |
| Trần Kiến Kỳ《Bí mật hoa nở》                       | 07/ 01/ 2011 | Cô bé gặp chú thỏ lông              | Hợp ca cùng Lưu Uy, Tô Ngọc Văn, Lã Trân Nghị    |
| The Hunger Artist《Giá Trị》                        | 15/ 07/ 2011 | Sống tiếp                           | Song ca cùng Oliver                              |
| Hoàng Kiện Vĩ《Du lịch lần nữa》                    | 23/ 08/ 2011 | Ngôi sao nhỏ của mẹ                 | Hòa âm                                           |
| Lương Hiểu Tuyết《I'll be there / 在你身邊》        | 24/ 10/ 2011 | In the ocean                        | Hòa âm                                           |
| MISTER MOUTH 《Ánh sáng nói thế này：》             | 18/ 07/ 2014 | Her                                 | Song ca cùng Kha Chúng Luân                      |
| Ngoan đồng MJ116《FRESH GAME》                      | 01/ 08/ 2014 | Man in the Mirror                   | Hợp ca，Viết lời                                 |
| Easy Shen《Nếu như cả cơ thể được giải phóng》      | 15/ 05/ 2015 | Thuật lại                           | Song ca cùng Easy Shen                           |
| Kha Trí Đường《Em không thật sự muốn lưu lạc 》     | 28/ 08/ 2015 | Goodbye & Goodnight（ chinese ver） | Hòa âm, viết lời                                 |
| Trần San Ni《Chiến thần Cadea》                     | 03/ 10/ 2017 | Bu yao bu yao                       | Hợp tác viết lời, nhạc, song ca cùng Trần San Ni |

### Natural Q

#### Single
| Tên                      | Phát hành |
| 《Natural Q》            | 08/ 2003  |
| 《Gió và ngày đẹp trời》 | 01/ 2005  |

#### Album
| Tên                                          | Phát hành    |
| 《C'est La Vie》                             | 29/ 04/ 2004 |
| 《C'est La Vie Vol.2 Vòng lớn bao vòng nhỏ》 | 24/12/ 2015  |

#### Compilation album
| Tên                          | Phát hành    | Ghi chú                                            |
| 《Nữ hoàng độc lập》         | 20/ 02/ 2004 | Ca khúc：Only In A Dream、Xoăn tự nhiên/ Natural Q |
| 《Simple Life》              | 01/ 12/ 2006 | Ca khúc：C'est La Vie                              |
| 《Xem gió và ngày đẹp trời》 | 01/ 02/ 2010 | Ca khúc：Gió và ngày đẹp trời trong lành           |

## Concert
| Tên                 | Thời gian  | Quốc gia/thành phố   | Địa điểm                        | Khách mời                                                          | Ghi chú                                              |
| ------------------- | ---------- | -------------------- | ------------------------------- | ------------------------------------------------------------------ | ---------------------------------------------------- |
| Wan an Wan an       | 04/03/2012 | Đài Bắc              | TICC                            | Queen Ngụy Như Vân                                                 | Lần đầu tổ chức concert tại TICC                     |
| Wan an Wan an       | 06/10/2012 | Đài Trung            | 中興大學惠蓀堂                  | Lư Quảng Trọng                                                     |                                                      |
| Wan an Wan an       | 28/10/2012 | Hồng Kông            | KITEC                           | Lư Khải Đồng                                                       |                                                      |
| Hide and seek       | 17/05/2014 | Đài Bắc              | Tiểu Cự Đản Taipei Arena        | Hoàng Giới, Trần Kiến Kỳ, Thái Mân Hựu, Trần Ỷ Trinh, Tô Bội Khanh | Buổi hòa nhạc đầu tiên được tổ chức bởi 10.000 người |
| Hide and seek       | 12/11/2014 | Hồng Kông            | KITEC Star Hall                 |                                                                    |                                                      |
| Run! Frantic flower | 11/03/2017 | Đài Loan, Cao Hùng   | Cự Đản Cao Hùng Kaohsiung Arena | Trần Kiến Kỳ                                                       |                                                      |
| Run! Frantic flower | 28/03/2017 | Hồng Kông            | KITEC Star Hall                 | Trần Kiến Kỳ                                                       |                                                      |
| Run! Frantic flower | 21/04/2017 | Trung Quốc, Bắc Kinh | OMNI SPACE                      |                                                                    | mini concert                                         |
| Run! Frantic flower | 26/07/2017 | Đài Bắc              | Tiểu Cự Đản Taipei Arena        | Trần Kiến Kỳ, Mã Đich, Lưu Khải Đồng                               |                                                      |
| Run! Frantic flower | 15/12/2017 | Thượng Hải           | Modern Sky LAB                  |                                                                    | mini concert                                         |
| Run! Frantic flower | 16/12/2017 | Hàng Châu            | Tửu Cầu Hội Hàng Châu           |                                                                    | mini concert                                         |
| Run! Frantic flower | 06/01/2018 | Thâm Quyến           | A8 Live                         |                                                                    | mini concert                                         |
| Run! Frantic flower | 07/01/2018 | Quảng Châu           | TU凸空間                        |                                                                    | mini concert                                         |

## Tác phẩm khác

### Nhạc kịch
| Năm       | Tên kịch                                      | Vai                  | Ghi chú         | Diễn viên khác |
| 2008      | 《 Turn left turn right》                     | Tiểu thư thiên khí W |                 | Bản mẫu:Hideh Trương Quân Ninh Trần Bách Lâm Dương Hựu Ninh Sodagreen |
| 2010      | 《 Turn left turn right》                     | Tiểu thư thiên khí W |                 | Bản mẫu:Hideh Hứa Như Vân Phẩm Quán |
| 2012      | 《Tàu điện ngầm》                             | Cô gái mù            | Nữ chính        | Bản mẫu:Hideh Tô Bội Khanh Lục Chấn Hàn Lương Tiểu Vỹ FA Lương Phi Kỳ Diệp Văn Hào Lưu Đình Phương Trần Bối Du Phần Chí Viễn Lý Mạn Lâm Đi Huyên Trương Diệu Nhân Khâu Tuấn Nho 十九兩樂團                                   |
| 2012      | Theatre De La Sardine《An Italian Straw Hat》 | -                    | Ca sĩ khách mời | Châu Đức Cương Chu Hoành Chương Lưu Đại Vĩ Vương Thi Thuần Vương Tĩnh Đôn Thái Dật Linh Cao Thánh Vân Lương Duẫn Duệ Lưu Tư Hữu Đổng Giai Lâm Tạ Hủy Quân Diệp Uy Chí                                                        |
| 2013-2015 | 《 Turn left turn right》                     | Li khai tiểu Thư L   | Nữ chính        | Bản mẫu:Hideh Thái Mân Hựu Lương Tiểu Vĩ Lưu Đình Phương Thôi Di Hào Dương Đăng Quân Tô Bội Khanh Phan Chí Viễn Lý Mạn Chung Lỵ Mỹ Lý Tử Dương                                                                               |
| 2016      | 《 Turn left turn right》                     | Li khai tiểu thư L   | Nữ chính        | Bản mẫu:Hideh Vương Đại Văn Vương Nhược Lâm Lương Tiểu Vĩ Lưu Đình Phương Thôi Di Hào Dương Đăng Quân Phan Chí Viễn Lý Mạn Lâm Tư Quân                                                                                       |
| 2017      | 《Tàu điện ngầm》                             | Cô gái mù            |                 | Bản mẫu:Hideh Ngụy Như Vân HUSH Lương Tiểu Vĩ Lưu Đình Phương Hồng Bội Du Trần Vĩnh Long Thôi Di Hạo Lục Chấn Hàn Vương Thế Vĩ Lý Mạn Mã Nhã Phan Chí Viễn Phần Vì Huân Trương Văn Hạo Sử Tuấn Uy Lâm Trình Kình Lại Tâm Lạc |
| 2018      | 《 Turn left turn right》                     | Li khai tiểu thư L   | Nữ chính        | Bản mẫu:Hideh Thái Mân Hựu Lương Tiểu Vỹ Lưu Đình Phương Thôi Đi Hạo Liệu Doãn Kiệt Hồng Bội Du Dương Kỳ Ân Phần Chí Viễn Lý Mạn Lâm Tư Quân                                                                                 |

### Phim truyền hình
| Năm  | Tên phim                              | Diễn      | Ghi chú   | Diễn viên khác                                                                        |
| 2015 | 《Be with Me》                        | radio DJ  | Khách mời | Trần Thừa Ân Ngụy Như Vân Hoàng Hà Dương Kỳ Dục Đường Chấn Cương Tằng Thiểu Tông      |
| 2016 | 《 Thời đại ám muội 》                | Bội văn   | Nữ chính  | Bản mẫu:Hideh Cao Anh Hiên Hứa Thời Hào Thái Tuyên Yến                                |
| 2018 | 《On Children—The last day of Molly》 | Khách mời |           | Duẫn Hinh Vương Tịnh Trần Mạnh Kỳ Vân Trung Nhạc Tào Yến Hào Cao Đình Chi Lâm Hải Nhi |

### Phim điện ảnh
| Năm  | Tên phim       | Vai      | Đạo diễn       | Diễn viên khác |
| 2008 | 《Candy rain》 | Lâm Minh | Trần Hồng Nhất | Bản mẫu:Hideh Trần Anh Cẩn Tân Giải Dĩnh Trương Dong Dung Ngô Lập Kỳ Cao Y Linh Lâm Gia Hân Vương Tâm Lăng Lộ Gia Hân Hứa An An Mạc Tử Nghi |

### Chương trình radio
| Thời gian           | Tên tiết mục             | Đài     | Phát sóng |
| 12/ 2004-31/01/2011 | 《Wave P.S.》《i-happy》 | i-radio | 2004 -2006, 11 PM - 12 PM, thứ 7, CN 2007- 2009, 0 AM - 1 AM, Thứ 3 - Cn 2009 - 2011, 10 PM - 12 PM, Thứ 2 - Thứ 6 |
| 18/ 04/ 2011-nay    | 《OH夜DJ》               | HitFM   | Thứ 2 - Thứ 6, 09 PM- 11PM， Từ 06/                                                                                |

### Tác phẩm văn học
| Phát hành  | Tên          | ISBN          | Xuất bản          |
| 05/05/2015 | 《Ngôn hoa》 | 9789869166034 | Kích động văn hóa |

## Giải thưởng
Với danh nghĩa ban nhạc Natural Q
| Năm  | Đơn vị/ Giải thưởng                 | Hạng mục/ Tác phẩm                                                  | Kết quả   |
| 2004 | 11th Singapore Golden Melody Awards | Ban nhạc xuất sắc                                                   | Đề cử     |
| 2004 | 11th Singapore Golden Melody Awards | Người mới xuất sắc                                                  | Đề cử     |
| 2005 | Hiệp hội giao lưu âm nhạc Hoa ngữ   | 2004 10 album của năm 《C'est La Vie》                              | Đoạt giải |
| 2005 | Hiệp hội giao lưu âm nhạc Hoa ngữ   | 2004 10 single của năm〈Natural Q〉                                 | Đoạt giải |
| 2005 | 16th Golden Melody Awards           | Album xuất sắc nhất 《C'est La Vie》                                | Đề cử     |
| 2005 | 16th Golden Melody Awards           | Ban nhạc xuất sắc nhất《C'est La Vie》                              | Đề cử     |
| 2006 | 2005 KKBOX Music Awards             | KKBOX Independent Spirit Awards                                     | Đoạt giải |
| 2006 | Hiệp hội giao lưu âm nhạc Hoa ngữ   | 2005 10 album của năm 《C'est La Vie Vol.2 Vòng lớn bao vòng nhỏ》  | Đoạt giải |
| 2006 | Hiệp hội giao lưu âm nhạc Hoa ngữ   | 2005 10 single của năm〈Gió và ngày đẹp trời〉                      | Đoạt giải |
| 2006 | 17th Golden Melody Awards           | Ban nhạc xuất sắc nhất 《C'est La Vie Vol.2 Vòng lớn bao vòng nhỏ》 | Đề cử     |

《Giảii thưởng cá nhân》
| Năm  | Đơn vị/ Giải thưởng                    | Hạng mục/ Tác phẩm                                                     | Kết quả   |
| 2010 | 16th Singapore Golden Melody Awards    | Nữ ca sĩ xuất sắc nhất 《Sự tao nhã của nhím》                         | Đề cử     |
| 2011 | Hiệp hội giao lưu âm nhạc Hoa ngữ      | 2010 10 album của năm 《Sự tao nhã của nhím》                          | Đoạt giải |
| 2011 | Hiệp hội giao lưu âm nhạc Hoa ngữ      | 2010 10 single của năm〈Tôi không phải nhà toán học〉                  | Đoạt giải |
| 2011 | 11th Chinese Music Media Awards        | Giải cống hiến do hội đồng chuyên gia bình chọn《Sự tao nhã của nhím》 | Đoạt giải |
| 2012 | 2011 Hit Fm                            | 10 album của năm《Trường hợp không được khóc》                         | Đoạt giải |
| 2012 | 1st AMP Awards                         | Album của năm《Trường hợp không được khóc》                            | Đề cử     |
| 2012 | Hiệp hôi giao lưu âm nhạc Hoa ngữ      | 201110 album của năm《Trường hợp không được khóc》                     | Đoạt giải |
| 2012 | Hiệp hôi giao lưu âm nhạc Hoa ngữ      | 2011 10 single của năm〈Ngủ ngon ngủ ngon〉                            | Đoạt giải |
| 2012 | 23rd Golden Melody Awards              | Album xuất sắc nhất 《Trường hợp không được khóc》                     | Đề cử     |
| 2012 | 23rd Golden Melody Awards              | Nữ ca sĩ xuất sắc nhất 《Trường hợp không được khóc》                  | Đề cử     |
| 2012 | 12th Chinese Music Media Awards        | Nữ ca sĩ xuất sắc nhất《Trường hợp không được khóc》《Ở nơi đâu        | Đoạt giải |
| 2012 | 3rd Golden Indie Music Awards          | Album xuất sắc nhất 《Trường hợp không được khóc》                     | Đề cử     |
| 2012 | 3rd Golden Indie Music Awards          | Ca sĩ nhạc sĩ xuất sắc nhất                                            | Đề cử     |
| 2012 | 3rd Golden Indie Music Awards          | Album rock n' roll xuất sắc nhất 《Trường hợp không được khóc》        | Đề cử     |
| 2012 | 3rd Golden Indie Music Awards          | Single rock n' roll xuất sắc nhất〈Thiên thạch〉                       | Đề cử     |
| 2013 | 7th Nghệ sĩ được yêu thích PTT         | DJ được yêu thích nhất                                                 | xếp thứ 2 |
| 2014 | Top 100 Book.com                       | 2014 Nữ ca sĩ Hoa ngữ có sản phẩm bán chạy nhất                        | xếp thứ 4 |
| 2014 | 15th Chinese Music Media Awards        | Nữ ca sĩ xuất sắc nhất《Ta vẫn tin vào tình yêu đấy lũ khốn》          | Đề cử     |
| 2015 | 2014 Hit Fm                            | 10 album của năm 《Ta vẫn tin vào tình yêu đấy lũ khốn》               | Đoạt giải |
| 2015 | 26th Golden Melody Awards              | Nữ ca sĩ xuất sắc nhất 《Ta vẫn tin vào tình yêu đấy lũ khốn》         | Đề cử     |
| 2015 | 2015 HITO Music Awards                 | Giọng hát hay Hito 《Ta vẫn tin vào tình yêu đấy lũ khốn》             | Đoạt giải |
| 2015 | Hiệp hội giao lưu âm nhạc Hoa ngữ      | 2014 10 album của năm 《Ta vẫn tin vào tình yêu đấy lũ khốn》          | Đoạt giải |
| 2016 | 51st Golden Bell Awards                | Diễn viên mới triển vọng《Thời kỳ ám muội》                            | Đề cử     |
| 2016 | 2016 Lễ hôi phát thanh Cao Hùng        | DJ được yêu thích nhất 《OH夜DJ》 （HIT FM）                           | Đoạt giải |
| 2017 | 2016 Hit Fm                            | 10 album của năm 《Run! Frantic flower》                               | Đoạt giải |
| 2017 | Top 100 Book.com.tw                    | 2016 Ca sĩ bán có sản phẩm bán chạy nhất                               | xếp thứ 4 |
| 2017 | MusicRadio Global Chinese Golden Chart | 2016 Nữ ca sĩ nhạc sĩ được yêu thích nhất 《Run! Frantic flower》      | Đề cử     |
| 2017 | 2017 HITO Music Awards                 | Nữ ca sĩ nhạc sĩ Hito《Run! Frantic flower》                           | Đoạt giải |
| 2017 | 2017 HITO Music Awards                 | Nữ ca sĩ được yêu thích nhất 《Run! Frantic flower》                   | Đề cử     |
| 2017 | Hiệp hôi giao lưu âm nhạc Hoa ngữ      | 2016 10 album của năm《Run! Frantic flower》                           | Đoạt giải |
| 2017 | 28th Golden Melody Awards              | Album của năm《Run! Frantic flower》                                   | Đề cử     |
| 2017 | 28th Golden Melody Awards              | Album xuất sắc nhất 《Run! Frantic flower》                            | Đề cử     |
| 2017 | 28th Golden Melody Awards              | Nữ ca sĩ xuất sắc nhất《Run! Frantic flower》                          | Đề cử     |
| 2017 | 28th Golden Melody Awards              | Nhạc sĩ xuất sắc nhất〈Ni a ni a〉                                     | Đề cử     |
| 2017 | 8th Golden Indie Music Awards          | Ca khúc ballad xuất sắc nhất〈Ni a ni a〉                              | Đề cử     |
| 2018 | 13th KKBOX Music Awards                | Ca sĩ nhạc sĩ của năm                                                  | Đoạt giải |